# 도로견부위주 종심방어
도로견부위주 종심방어는 대한민국 육군이 1990년대 중반 북한군의 남침에 대항한 방어 개념으로 만든 교리이다. 전방의 주요 도로를 거점화하여 방어전을 벌인다는 것이 주 골자이다.
도로견부위주 종심방어는 주요 도로를 통한 북한군 보병, 기갑 및 포병들의 남침에 대한 방어가 대한민국 육군 입장에서 가장 중요한 부분이라는 것을 전제로 만든 교리이다. 이 교리에 따른 임무 수행을 목적으로 사계가 좋은 7부 8부 능선에 위치해 있던 육군의 진지들을 2부 능선으로 대거 이동시켰으며 육군 교리를 대폭 수정했다. 그 결과, 산악을 통해 넘어오는 북한군에 대한 대항력은 감소하였다.